# Remember, The Day
《Remember, The Day》는 2016년 12월 30일에서 12월 31일까지 2틀 연속으로 개최된 대한민국의 3인조 걸 그룹 가수 《S.E.S.》의 두 번째 단독 콘서트이다. 걸 그룹 역사상 최초로 데뷔 20주년 기념 단독 콘서트 개최, 해체 이후 재결성 단독 콘서트 개최, 1세대 걸그룹 최초 2틀 연속 단독 콘서트 개최 기록을 세웠다. 2016년 11월 30일 YES24를 통해 예매가 실시되었으며, 2분만에 4천석 전석 매진되었다.

## 일정
| 일정             | 도시 | 국가     | 장소               | 관객 동원    |
| ---------------- | ---- | -------- | ------------------ | ------------ |
| 2016년 12월 30일 | 서울 | 대한민국 | 세종대학교 대양 홀 | 통산 4,000명 |
| 2016년 12월 31일 | 서울 | 대한민국 | 세종대학교 대양 홀 | 통산 4,000명 |

## 세트 리스트
- Opening VCR -
- Dreams Come True
- Love
- 꿈을 모아서 (Just In Love)

- Ment -
- 감싸 안으며 (Show Me Your Love)
- Unh~ Happy Day

- VCR #2 -
- 느낌 (Feeling)
- Candy Lane

- Ment + Costume Change -
- Kiss + Show Me Love
- Believe In Love
- 그대로부터 세상 빛은 시작되고 (The Light)

- VCR #3 -
- 산다는 건 다 그런 게 아니겠니 (Life)
- Oh! My Love
- I'm Your Girl
- Just A Feeling

- VCR #4 -
- 한 폭의 그림 (Paradise)
- Birthday

- Ment -
- 친구

- Encore VCR -
- My Rainbow (친구-세번째 이야기)
- Long Long Time
- 너를 사랑해

- Band·Dancer·Staff Introduction -
- Remember

## 게스트
| 일정             | 게스트 |
| ---------------- | ------ |
| 2016년 12월 31일 | 이수만 |

## 제작
- S.E.S. (바다, 유진, 유수영)
- 주최 : SM 엔터테인먼트, Universe Ocean Ent, C9 Entertainment, Casting Run
- 주관 : 드림메이커
- 후원 : YES24